# 东兴镇 (东兴市)
东兴镇，是中华人民共和国广西壮族自治区防城港市东兴市下辖的一个乡镇级行政单位。

## 行政区划
东兴镇下辖以下地区：
东郊社区、深沟社区、花溪社区、中山社区、七星社区、公园社区、北郊社区、竹山村、松柏村、楠木山村、长湖村、大田村、江那村、河洲村和牛轭岭村。